# 다고노우라촌
다고노우라촌(일본어: 田子浦村)은 일본 시즈오카현의 동부, 후지군에 속했던 촌이다. 현재의 후지시 남서부에 해당한다.

## 역사
- 1889년 4월 1일 - 정촌제 시행에 의해 후지군 가지마촌이 성립하였다.
- 1954년 3월 31일 - 후지정, 이와마쓰촌과 합병해, 후지시가 성립하여, 동일 다고노우라촌은 폐지되었다.

## 교통

### 철도
현재는 도카이도 신칸센신 후시역이 있지만, 다고노우라촌 시절엔 미개업 상태였다. 또한, 도카이도 본선 히가시타코노우라역은 이 마을에 위치하지 않는다.

### 도로
- 국도 제1호선

## 참고 문헌
- 角川日本地名大辞典編纂委員会,『角川日本地名大辞典 22 静岡県』, 角川書店, 1978年, ISBN 4040012208